# Sveta Jelena (Mošćenička Draga)
Sveta Jelena (olaszul: Sant’Elena) falu Horvátországban, Tengermellék-Hegyvidék megyében. Közigazgatásilag Mošćenička Dragához tartozik.

## Fekvése
Fiume központjától 22 km-re, községközpontjától 4 km-re délnyugatra a Tengermelléken, az Isztriai-félsziget északkeleti részén, az Učka-hegység lejtőin fekszik.

## Története
1880-ban 177, 1910-ben 190 lakosa volt. Az első világháború után az Olasz Királyság szerezte meg ezt a területet, majd az olaszok háborúból kilépése után 1943-ban német megszállás alá került. 1945 után a területet Jugoszláviához csatolták, majd ennek széthullása után a független Horvátország része lett. 2011-ben a falunak 96 lakosa volt.

## Lakosság
| Lakosság változása | Lakosság változása | Lakosság változása | Lakosság változása | Lakosság változása | Lakosság változása | Lakosság változása | Lakosság változása | Lakosság változása | Lakosság változása | Lakosság változása | Lakosság változása | Lakosság változása | Lakosság változása | Lakosság változása | Lakosság változása |
| ------------------ | ------------------ | ------------------ | ------------------ | ------------------ | ------------------ | ------------------ | ------------------ | ------------------ | ------------------ | ------------------ | ------------------ | ------------------ | ------------------ | ------------------ | ------------------ |
| 1857               | 1869               | 1880               | 1890               | 1900               | 1910               | 1921               | 1931               | 1948               | 1953               | 1961               | 1971               | 1981               | 1991               | 2001               | 2011               |
| 0                  | 0                  | 177                | 176                | 172                | 190                | 0                  | 0                  | 143                | 146                | 120                | 94                 | 110                | 102                | 94                 | 96                 |

## Nevezetességei
- Szent Ilona tiszteletére szentelt temploma középkori eredetű, mai formáját a 17. században történt átépítéskor kapta. A hagyomány szerint egykor temető övezte.
- Szent Márton tiszteletére szentelt temploma Filipaši településrésztől északra áll. Szintén középkori eredetű templom félköríves apszissal.